# Doris Soffel
Doris Soffel (née le 12 mai 1948, à Hechingen, en Allemagne) est une mezzo-soprano allemande.

## Carrière
Doris Soffel commence par jouer du violon, puis passe au chant, au Hochschule für Musik und Theater München. Elle fait partie de l'ensemble de l'opéra de Stuttgart de 1973 à 1982. 
Sa carrière internationale est lancée par son interprétation du rôle de Sesto dans l'opéra de Mozart, La clemenza di Tito, au Royal Opera House, à Londres en 1982. Elle chante le rôle de Fricka au festival de Bayreuth de 1983, et est le seul mezzo coloratura allemand avec une carrière internationale, en interprétant des œuvres de Gioachino Rossini, de Gaetano Donizetti, et de Vincenzo Bellini. Elle participe à des créations par des compositeurs contemporains tels que Aribert Reimann et Krzysztof Penderecki, et interprète les œuvres vocales de Gustav Mahler à travers le monde. 
À partir de 1994, elle chante des rôles plus dramatiques comme celui de Judith dans Le Château de Barbe-Bleue de Béla Bartók, celui d'Eboli dans le Don Carlo de Verdi, ou encore d'Amneris dans Aida, également de Verdi.    